# Robert Gerhardt
Robert Buchanan Gerhardt –conocido como Bob Gerhardt– (3 de octubre de 1903-23 de enero de 1989) fue un deportista estadounidense que compitió en remo. Participó en los Juegos Olímpicos de París 1924, obteniendo una medalla de bronce en la prueba de cuatro con timonel.

## Palmarés internacional
| Juegos Olímpicos | Juegos Olímpicos | Juegos Olímpicos  | Juegos Olímpicos   |
| Año              | Lugar            | Medalla           | Prueba             |
| ---------------- | ---------------- | ----------------- | ------------------ |
| 1924             | París (Francia)  | Medalla de bronce | Cuatro con timonel |